# Georg Frederik von Krogh (1777-1826)
 Der er flere personer med dette navn, se Georg Frederik von Krogh.
Georg Frederik (Friderich) von Krogh (8. august 1777 i Trondhjem – 26. oktober 1826) var en dansk-norsk officer og godsejer.
Han var søn af generalløjtnant Georg Frederik von Krogh (1732-1818) i andet ægteskab. Efter et par år at have været underofficer blev han 1790 fænrik ved 1. Trondhjemske Infanteriregiment, 1800 kammerjunker, 1801 premierløjtnant (ved grenaderkompagnierne) og 1802 generaladjudant-løjtnant hos den kommanderende general nordenfjelds. 1808 var han blevet kaptajn og divisionsadjudant i generalstaben og kommanderede som sådan de norske tropper ved indfaldet i Jæmteland 1809. På grund af sin her udviste dygtighed blev han 1810 Ridder af Dannebrog. 1812 forfremmedes han til major. 1815 udnævntes han til oberstløjtnant og generaladjudant-løjtnant i Hæren og blev ved arméreduktionen stillet surnumerær fra begyndelsen af 1818. 1821 udnævntes han til oberst i Hæren.
Han afgik ved døden 26. oktober 1826 og havde 2 gange været gift: 1. gang 5. februar 1801 med Henriette f. Schønheyder (1781-1809), datter af biskop i Trondhjem Johan Christian Schønheyder og Charlotte Reinholdine f. Jessen; 2. gang 8. august 1811 med Birgitte Johanne f. Vibe (7. december 1785 – 28. november 1875), datter af generalkrigskommissær Ditlev Vibe og Canuta Pauline f. Nordahl. Han var efter faderen blevet ejer af gårdene Leeren og Baklandet i Hlade Sogn ved Trondhjem, hvor han drev et rationelt landbrug og anlagde forskellige industrielle indretninger, der imidlertid under de ugunstige tidsforhold ikke lønnede sig, men ruinerede sin ejer. I Landhusholdningsselskabets Skrifter (Ny Samling I og III) har han leveret et par instruktive landøkonomiske afhandlinger.
Han er gengivet i et portrætmaleri af Jacob Munch.